# Sarcophaga natalensis
Sarcophaga natalensis är en tvåvingeart som beskrevs av Zumpt 1951. Sarcophaga natalensis ingår i släktet Sarcophaga och familjen köttflugor. Inga underarter finns listade i Catalogue of Life.